# Șîbena, Teofipol
Șîbena (în ucraineană Шибена) este localitatea de reședință a comunei Șîbena din raionul Teofipol, regiunea Hmelnîțkîi, Ucraina.

## Demografie
Componența lingvistică a localității Șîbena
     Ucraineană (99,39%)
     Alte limbi (0,51%)
Conform recensământului din 2001, majoritatea populației localității Șîbena era vorbitoare de ucraineană (99,39%), existând în minoritate și vorbitori de alte limbi.